# Виллар-Фонтен
Вилла́р-Фонте́н (фр. Villars-Fontaine) — коммуна во Франции, находится в регионе Бургундия. Департамент коммуны — Кот-д’Ор. Входит в состав кантона Нюи-Сен-Жорж. Округ коммуны — Бон.
Код INSEE коммуны — 21688.

## Население
Население коммуны на 2010 год составляло 125 человек.
| 1962 | 1968 | 1975 | 1982 | 1990 | 1999 | 2010 |
| ---- | ---- | ---- | ---- | ---- | ---- | ---- |
| 97   | 93   | 98   | 112  | 117  | 110  | 125  |

## Экономика
В 2010 году среди 90 человек трудоспособного возраста (15—64 лет) 75 были экономически активными, 15 — неактивными (показатель активности — 83,3 %, в 1999 году было 76,2 %). Из 75 активных жителей работали 71 человек (41 мужчина и 30 женщин), безработных было 4 (0 мужчин и 4 женщины). Среди 15 неактивных 3 человека были учениками или студентами, 10 — пенсионерами, 2 были неактивными по другим причинам.